# فول سیتی
فول سیتی (به انگلیسی: Full City) یک کشتی است که طول آن ۱۶۷ متر (۵۴۸ فوت) می‌باشد. این کشتی در سال ۱۹۹۵ ساخته شد.